# Miltochrista curtisi
Miltochrista curtisi là một loài bướm đêm thuộc phân họ Arctiinae, họ Erebidae.